# Udo Beyer
Udo Beyer (Stalinstadt, 9 augustus 1955) is een voormalige Duitse kogelstoter. Hij werd in deze discipline olympisch kampioen, tweemaal Europees kampioen en meervoudig Oost-Duits kampioen. Hij verbeterde driemaal het wereldrecord in deze discipline. Ook nam hij viermaal deel aan de Olympische Spelen, waarbij hij twee medailles won (goud en brons).

## Biografie
Zijn eerste internationale succes boekte Beyer in 1973 bij de Europese juniorenkampioenschappen in Duisburg. Hij werd toen Europees juniorenkampioen door met een stoot van 19,65 m zijn landgenoot Wolfgang Schmidt (zilver) en de Pool Mieczyslaw Breczewski (brons) te verslaan.
Op de Olympische Spelen van 1976 in Los Angeles behaalde Udo Beyer het grootste succes van zijn atletiekcarrière door een gouden medaille te winnen bij het kogelstoten. Met een beste poging van 21,05 versloeg hij de Rus Yevgeniy Mironov met slechts 2 cm. Het brons werd gewonnen door de Rus Aleksandr Barysjnikov met 21,00. Vier jaar later op de Olympische Spelen van 1980 in Moskou stootte hij 1 cm verder, maar slaagde er niet in om hiermee zijn olympische titel te prolongeren. Ditmaal moest hij met brons genoegen nemen achter de Russen Vladimir Kiseljev (goud; 21,35) en Aleksandr Barysjnikov (zilver; 21,08).
In zijn actieve tijd was Beyer aangesloten bij Armeesportsklub Vorwärts Potsdam. Hij is de broer van Hans-Georg Beyer (olympisch handballer in 1980) en Gisela Beyer (olympisch discuswerper in 1980). Bayer was sportinstructeur bij het leger van de DDR, de Nationale Volksarmee. Na de Duitse hereniging ging hij over naar de Duitse Bundeswehr.

## Doping
In de DDR werden talentvolle sporters structureel doping toegediend in het kader van het Staatsplanthema 14.25. In onderzoeken die na de Duitse hereniging werden gedaan bleek dat Beyer in ieder geval in 1983 en 1984 hoge doses van het middel Oral-Turinabol toegediend heeft gekregen.

## Titels
- Olympisch kampioen kogelstoten - 1976
- Europees kampioen kogelstoten - 1978, 1982
- Oost-Duits kampioen kogelstoten - 1977, 1978, 1979, 1980, 1981, 1982, 1983, 1984, 1985, 1986, 1987
- Oost-Duits indoorkampioen kogelstoten - 1980
- Europees juniorenkampioen kogelstoten - 1973

## Persoonlijke records
| Onderdeel             | Prestatie       | Datum            | Plaats  |
| --------------------- | --------------- | ---------------- | ------- |
| kogelstoten (outdoor) | 22,64 m (ex-WR) | 20 augustus 1986 | Berlijn |
| kogelstoten (indoor)  | 21,39 m         | 7 januari 1985   | Potsdam |

## Wereldrecords

### Mannen
| Afstand | Datum            | Plaats      |
| ------- | ---------------- | ----------- |
| 22,15 m | 6 juli 1978      | Göteborg    |
| 22,22 m | 25 juni 1983     | Los Angeles |
| 22,64 m | 20 augustus 1986 | Berlijn     |

## Palmares

### kogelstoten
- 1972:  Spartakiade
- 1973:  EJK - 19,65 m
- 1976:  OS - 21,05 m
- 1977:  Europacup - 21,65 m
- 1977:  Wereldbeker - 21,74 m
- 1978:  EK - 21,08 m
- 1979:  Europacup - 21,13 m
- 1979:  Wereldbeker - 20,45 m
- 1979:  Universiade - 20,49 m
- 1980:  OS - 21,06 m
- 1981:  Europacup - 21,41 m
- 1981:  Wereldbeker - 21,40 m
- 1982:  EK - 21,50 m
- 1983: 6e WK - 20,09 m
- 1984:  Vriendschapsspelen - 21,60 m
- 1985:  WK indoor - 21,10 m
- 1985:  Europacup - 20,51 m
- 1986:  EK - 20,74 m
- 1987: 6e WK - 21,13 m
- 1988: 4e OS - 21,40 m

1896: Bob Garrett ·
1900: Richard Sheldon ·
1904: Ralph Rose ·
1906: Martin Sheridan ·
1908: Ralph Rose ·
1912: Pat McDonald ·
1920: Ville Pörhölä ·
1924: Bud Houser ·
1928: John Kuck ·
1932: Leo Sexton ·
1936: Hans Woellke ·
1948: Wilbur Thompson ·
1952: Parry O'Brien ·
1956: Parry O'Brien ·
1960: Bill Nieder ·
1964: Dallas Long ·
1968: Randy Matson ·
1972: Władysław Komar ·
1976: Udo Beyer ·
1980: Vladimir Kiseljov ·
1984: Alessandro Andrei ·
1988: Ulf Timmermann ·
1992: Mike Stulce ·
1996: Randy Barnes ·
2000: Arsi Harju ·
2004: Adam Nelson ·
2008: Tomasz Majewski ·
2012: Tomasz Majewski ·
2016: Ryan Crouser ·
2020: Ryan Crouser ·
2024: Ryan Crouser